# St.-Severin-Kirche (Ilberstedt)

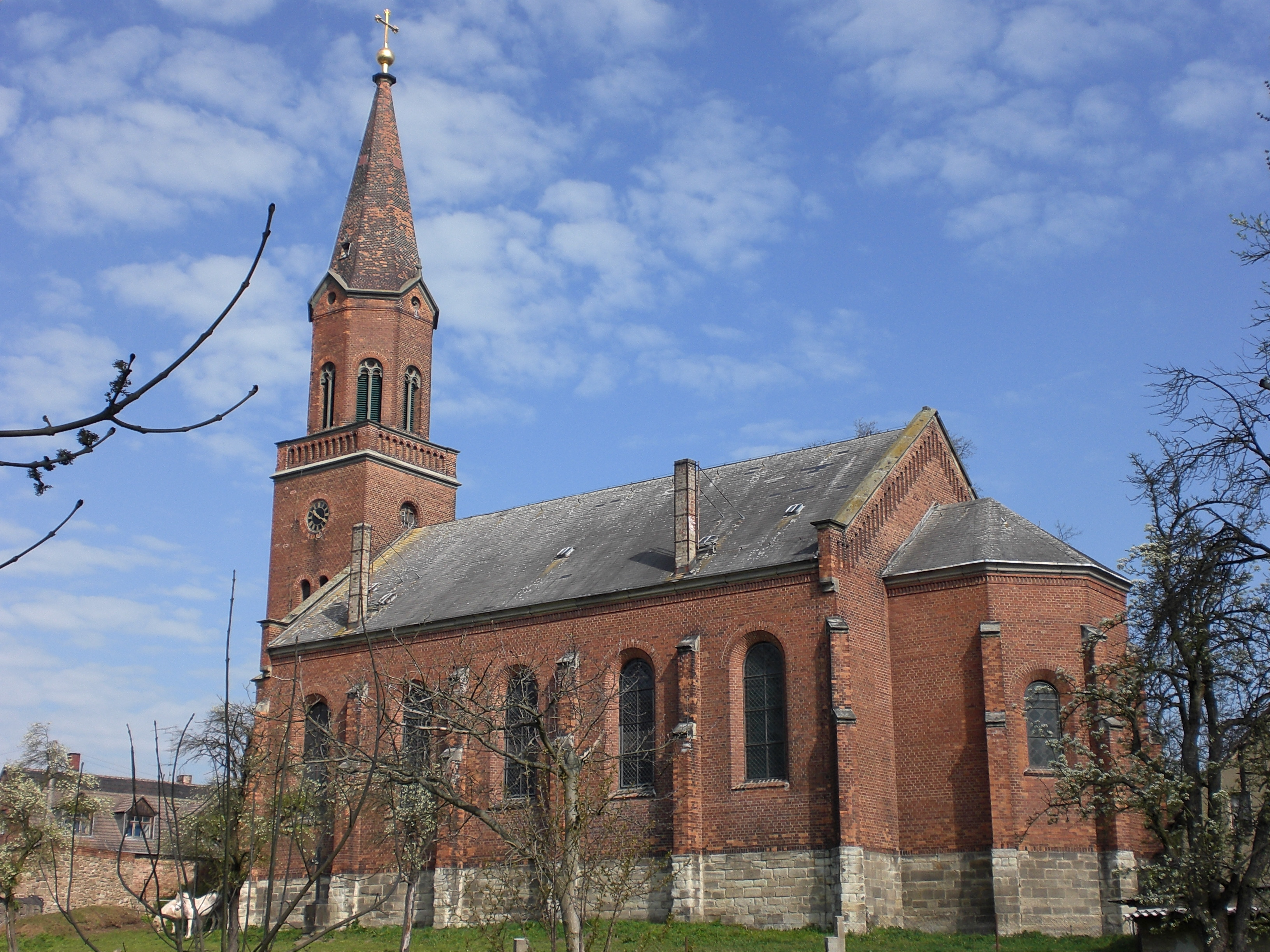
St.-Severin-Kirche, Südseite

Die St.-Severin-Kirche ist die evangelische Kirche des Dorfes Ilberstedt in Sachsen-Anhalt.

## Vorgeschichte
Schon im Jahr 1160/70 ist eine erste Kirche in Ilberstedt erwähnt. Auf deren Grundriss wurde 1563 ein neues Kirchengebäude errichtet. Dies brannte während des Dreißigjährigen Krieges im Jahr 1636 ab, wurde in den Folgejahren konnte das zerstörte Kirchenschiff jedoch wieder aufgebaut werden. 1878 wurde die sehr baufällige und außerdem zu kleine Kirche abgerissen und ein Neubau begonnen, der 1880 fertiggestellt war.

## Architektur
Die im Stil der Neogotik gebaute Kirche liegt am nördlichen Ufer der Wipper. Auf einem Sockel aus Bruchsteinen entstand die aus Ziegeln errichtete Kirche. An der Westseite befindet sich der in das Schiff einbezogene Kirchturm. Bekrönt wird der Turm durch eine mit Schiefer gedeckte Spitzhaube. Das Glockengeschoss ist polygonal. Gleiches gilt für den östlichen Abschluss des Schiffes.

## Innengestaltung
Im Inneren befindet sich noch die originale Ausstattung aus der Bauzeit der Kirche. Neben Kanzel und Gestühl besteht eine Hufeisenempore auf deren Brüstung sich Schablonenmalereien befinden. Auch der Chor ist mit solchen Malereien verziert. An den Stirnseiten des Kirchenschiffs sind Darstellungen der Evangelisten aufgebracht. Die Orgel stammt aus dem Jahr 1885 und wurde von Wilhelm Rühlmann senior aus Zörbig geschaffen.
Bemerkenswert sind zwei unter der Orgelempore angebrachte Gemälde des Dresdner Malers Eduard Behrend, die den Vorgängerbau der heutigen Kirche darstellen. Eine Restaurierung des Kircheninneren erfolgte 1993.